# Horizon Air

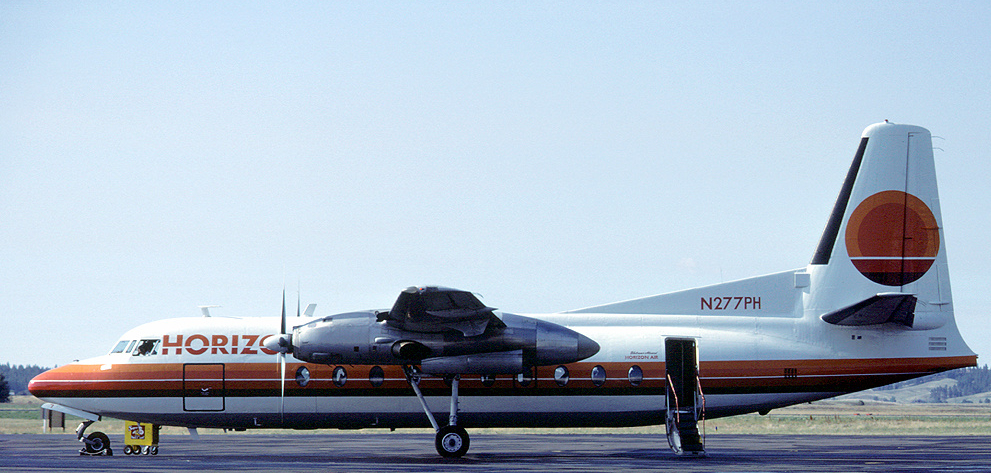
Fairchild F27 в Міжнародному аеропорту Спокан

Horizon Air Industries, Inc. (діюча, як Horizon Air) — регіональна авіакомпанія Сполучених Штатів зі штаб-квартирою в Сі-Так (штат Вашингтон). Восьмий за величиною регіональний авіаперевізник США, працює в 52-х аеропортах Сполучених Штатів Америки і Канади.
Horizon Air разом з магістральної авіакомпанії Alaska Airlines входить до складу авіаційного холдингу Alaska Air Group і має партнерські угоди (код-шерінг) з іншими великими авіаперевізниками США Northwest Airlines, American Airlines і Delta Air Lines.

## Історія

### 1980-ті роки
Авіакомпанія Horizon Air була заснована в травні 1981 року інвестором Мілтом Култом і почала операційну діяльність 1 вересня того ж року, маючи власний флот з трьох літаків Fairchild F-27. Перший регулярний рейс був запущений з Сіетла в невелике містечко Якима, а через тиждень було відкрито другий маршрут з Сіетла в Піско. Головний офіс перевізника розміщувалася в старій будівлі на території аеропорту Сі-Так.
17 червня 1982 року Horizon Air придбав невелику місцеву авіакомпанію Air Oregon, керівництво обох авіакомпаній вирішило провести об'єднання двох структур, оскільки обидва перевізника втрачали сотні тисяч доларів щомісяця, конкуруючи один з одним на одних і тих же регулярних маршрутах. У вересні 1983 року рада директорів Horizon Air дав згоду на придбання ще одного місцевого авіаперевізника Transwestern Airlines, що базувався в штаті Юта, після чого компанія черговий раз піддалася структурної перебудови в цілях скорочення операційних витрат і зниження дефіциту оборотних коштів.
Авіакомпанія взяла в мокрий лізинг реактивний літак Douglas DC-9, а в липні 1984 року придбала власний Fokker F28, який став першим реактивним літаком, що належали тільки Horizon Air.
У 1984 році Horizon Air в цілях отримання додаткових обігових коштів пройшла процедуру акціонування. IPO було вкрай необхідно компанії, оскільки з моменту її утворення тільки один рік було закрито з прибутком, а інші три виявилися збитковими. 8 вересня 1985 року авіакомпанія підписала договір з канадською авіабудівною компанією de Havilland Canada на придбання літаків de Haviland Dash 8. Влітку того ж року було укладено код-шерінгову угоду з магістральної авіакомпанією США United Airlines, яке привернуло до себе увагу керівництво іншого магістрального перевізника Alaska Airlines. Наприкінці 1985 року Horizon Air уклала угоду на придбання свого головного конкурента на ринку регіональних перевезень Вашингтона — авіакомпанії Cascade Airways, однак на початку наступного року вийшла з цього договору в односторонньому порядку, оскільки сама була придбана авіаційним холдингом Alaska Air Group. У 1988 році авіакомпанія підписала партнерську угоду з Northwest Airlines, а в наступному році отримала статус міжнародної авіакомпанії, відкривши в травні місяці регулярні рейси в Ванкувер і Вікторію на літаках Dash-8-100 і Fairchild Swearingen Metroliner.

### 1990-ті роки

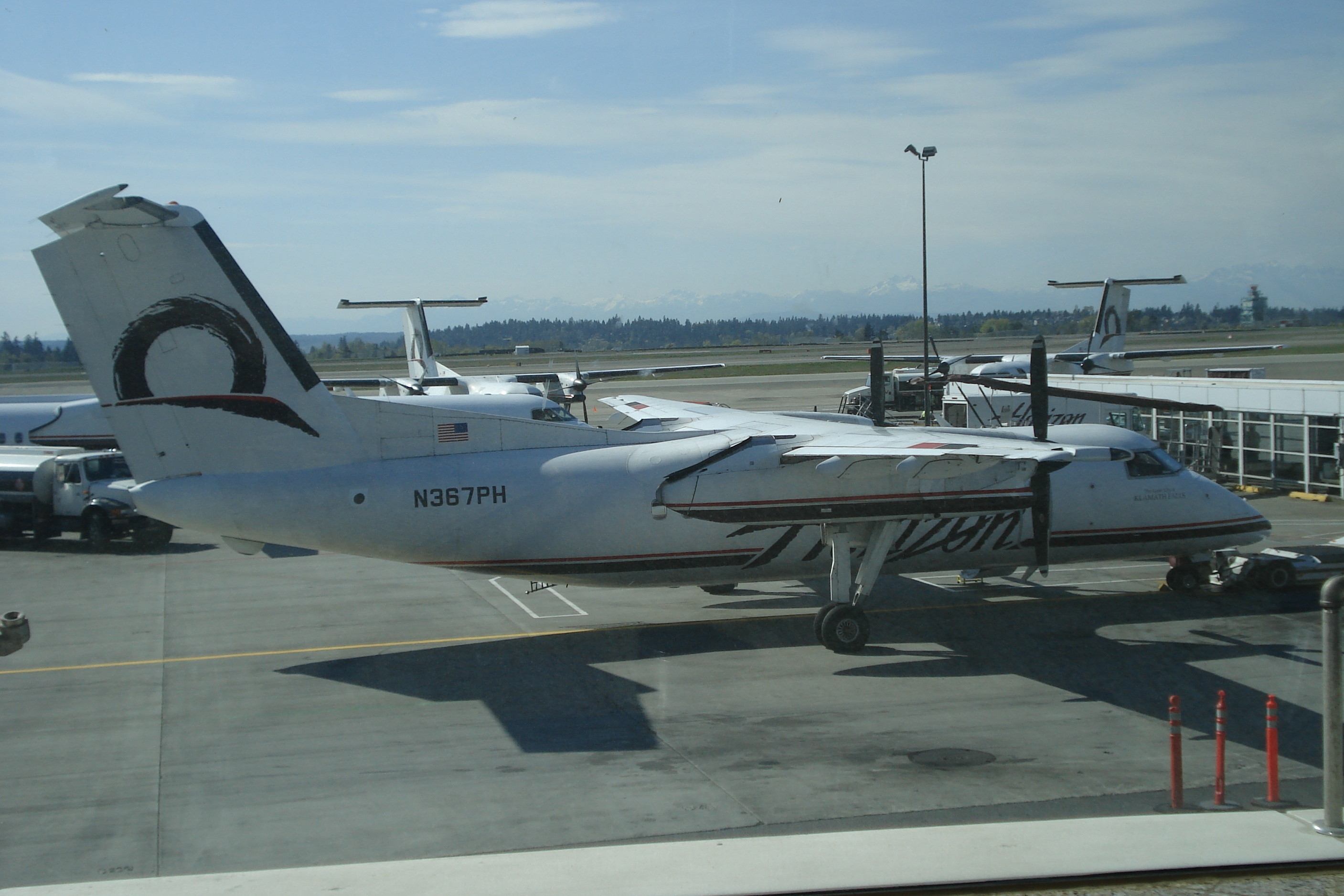
Bombardier Q200 в Міжнародному аеропорту Сіетл/Такома, 2007 рік

На початку 1990-х років Horizon Air уклала контракт на поставку турбогвинтових пасажирських літаків Dornier 328, маючи намір замінити ними експлуатований парк Fairchild Metroliners. У період з листопада 1993 по листопад 1995 року авіакомпанія отримала 12 літаків Dornier 328, проте в 1997 році вивела їх свого флоту з причини необхідності стандартизації парку під літаки Dash-8.

### 2000-ті роки
Навесні 2007 року Horizon Air відкрила регулярні маршрути з Лос-Анджелеса і Сіетла в Санта-Троянду (Каліфорнія), для задоволення підвищеного попиту на ринку виноробної промисловості та індустрії туризму. Дані маршрути стали знаковою подією для каліфорнійського округу Сонома, не мав регулярних пасажирських рейсів в свій аеропорт протягом останніх шести років. Нові рейси виявилися настільки популярні і затребувані, що восени 2007 року авіакомпанія відкрила ще один прямий маршрут з Санта-Рози в Портленд і збільшила кількість щоденних рейсів на вже експлуатованих напрямках.

### Додаткові відомості
Horizon Air повністю належить авіаційному холдингу Alaska Air Group. Станом на березень місяць 2007 року в авіакомпанії працювало 4040 співробітників.
Літаки авіакомпанії Horizon Air можна побачити в декількох кінофільмах, наприклад, у фільмі «Військові ігри» 1983 року і «Джорджія» 1995 року випуску.

## Маршрутна мережа авіакомпанії
Авіакомпанія Horizon Air виконує регулярні рейси по 52-м аеропортам штатів Аризона, Каліфорнія, Айдахо, Монтана, Невада, Орегон і Вашингтон, канадські провінції Альберта, Британська Колумбія і мексиканський штат Південна Нижня Каліфорнія. Код-шерінгові угоди холдингу Alaska Air Group з великими авіаперевізниками, що дозволяють пасажирам авіакомпанії літати в міста, що безпосередньо не входять до її маршрутну мережу, користуючись усіма привілеями бонусних програм холдингу.

## Флот

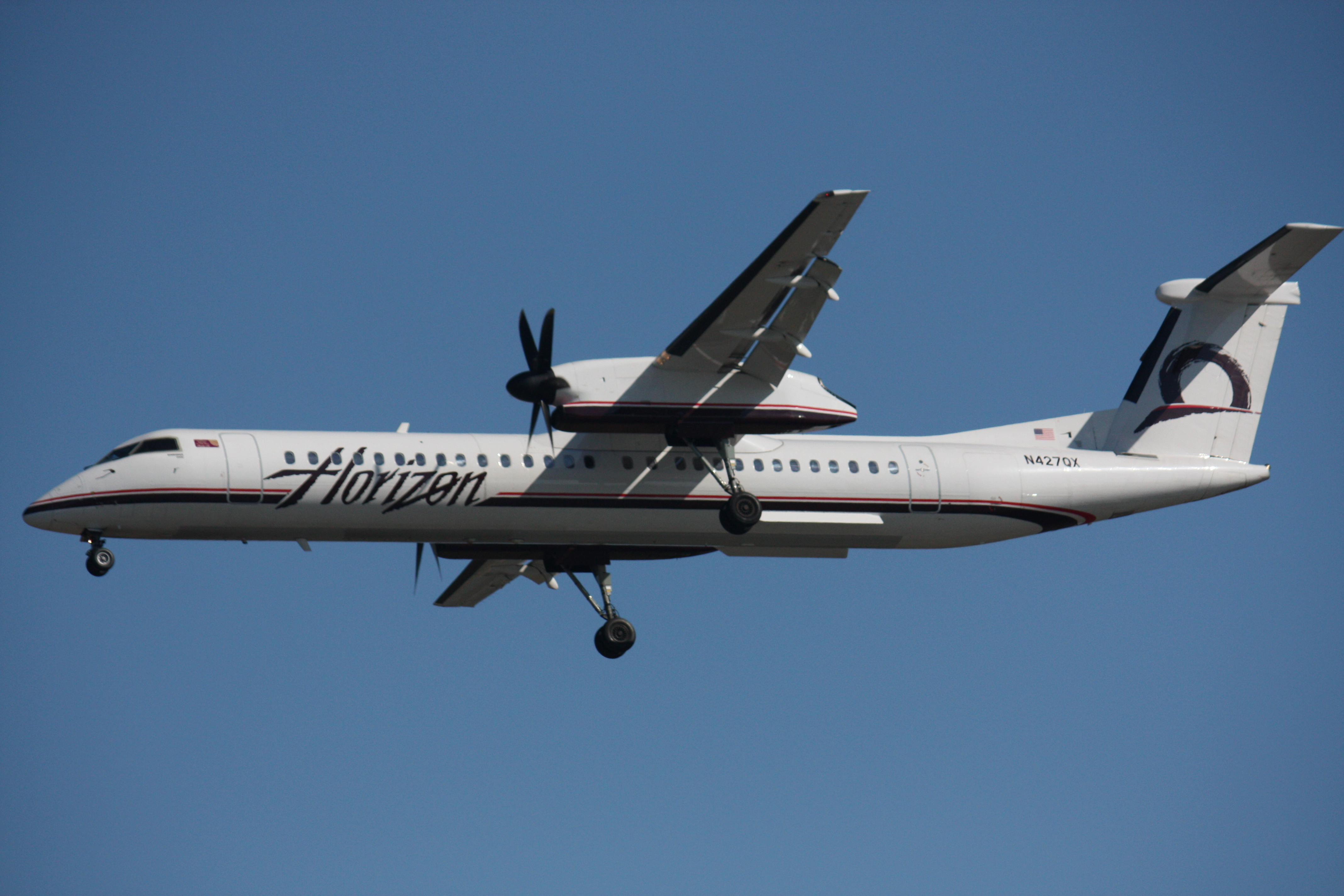
Bombardier Q400 в Міжнародному аеропорту Ванкувера

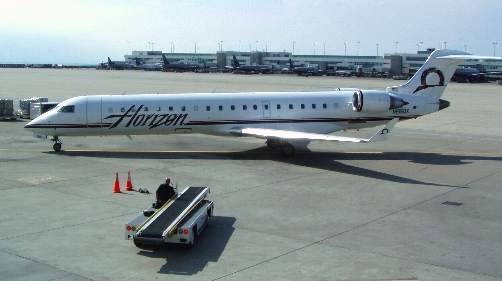
Bombardier CRJ-700 в Міжнародному аеропорту Денвера

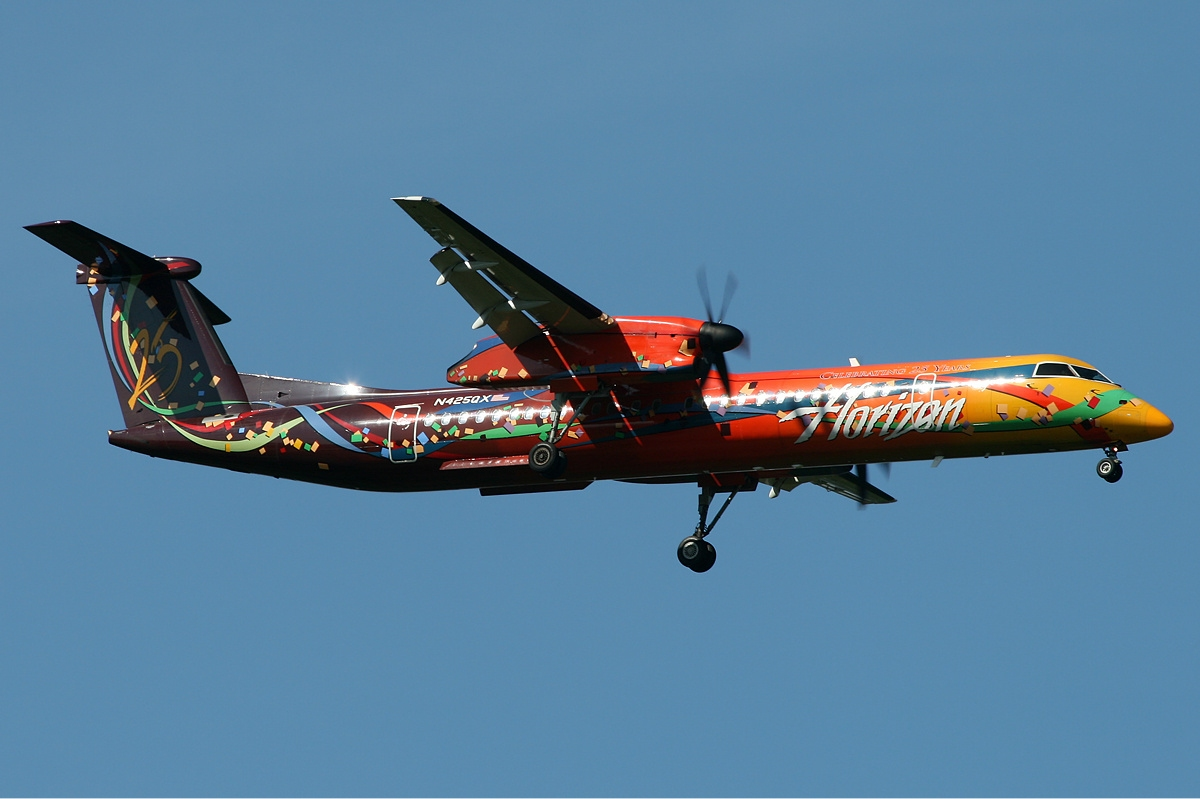
Bombardier Q400 в лівреї 25-річчя авіакомпанії Air Horizon

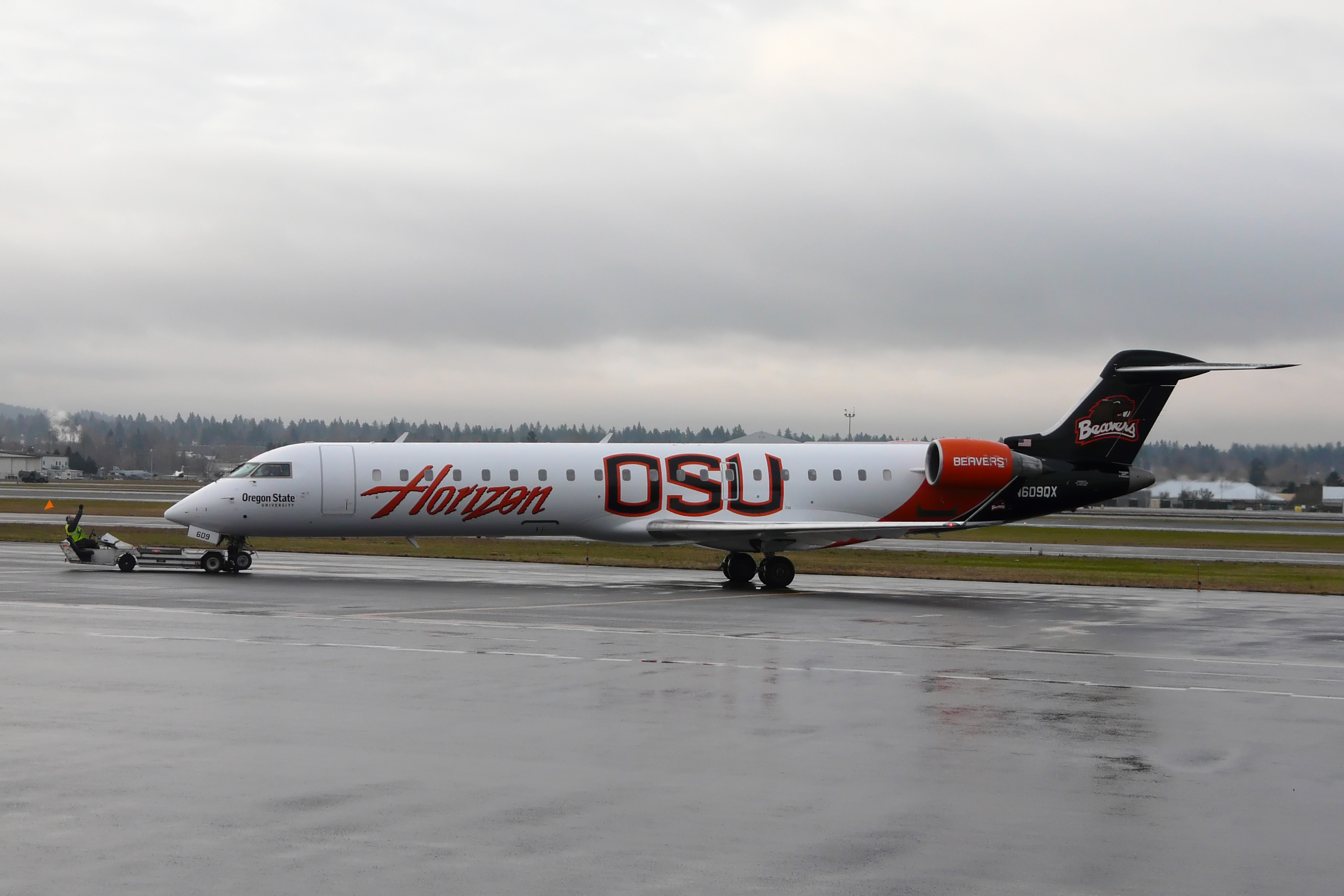
Bombardier CRJ-700 у тематичній лівреї Університету штату Орегон, Міжнародний аеропорт Портленд

Станом на вересень 2009 року авіакомпанія Horizon Air експлуатує повітряний флот з 55 вузькофюзеляжних літаків з пасажирськими салонами з одного економічного класу:
Середній вік повітряних суден авіакомпанії на вересень 2009 року становив 6,1 років.
Літак CRJ-700 являє собою 70-місцевий реактивний низькоплан, De Havilland Canada Dash 8 — 74 або 76-місцевий турбогвинтовий високоплан, всі салони обладнані пасажирськими сидіннями з шкіряною оббивкою. У 2008 році авіакомпанія переклала невиконані в строк замовлення на поставку CRJ-700 на замовлення літаків Q400.

### Історія повітряного флоту компанії
Horizon Air експлуатувала або експлуатує в даний час наступні типи повітряних суден (перераховані в алфавітному порядку):
- Bombardier Dash 8-100[23]
- Bombardier Q200
- Dornier 328[24]
- Douglas DC-9[25]
- Fairchild F-27[26]
- Fairchild Metroliner II (колишня компанія Air Oregon)
- Fairchild Metroliner III (колишня компанія Air Oregon)[27][28]
- Fokker F28[29]

### Лівреї літаків
Спочатку дизайн лівреї літаків авіакомпанії включав в себе малюнок заходу сонця на морському узбережжі зі стилізованим написом «Horizon» («Горизонт»). В даний час лівреї повітряних суден за своєю стилістикою схожі з лівреями партнерської по холдингу авіакомпанії Alaska Airlines, виключення становлять горизонтальні смуги (темно-червоні у Horizon Air в порівнянні з синіми у Alaska Airlines) і зображення на вертикальному стабілізаторі, що містять стилізований малюнок сонця, замість зображення корінного жителя Аляски у Alaska Airlines. Розроблені і використовуються шість спеціальних дизайнів, чотири з яких несуть літаки CRJ-700 і дві — лайнери Q400. У кількох літаків Dash-8
поряд з переднім лівим виходом друкованими літерами намальовані назви основних аеропортів маршрутній мережі авіакомпанії.

### Спеціальні лівреї
Чотири лайнера CRJ-700, які раніше працювали під брендом Frontier JetExpress, пофарбовані в спеціальні колірні схеми чотирьох вищих навчальних закладів: Орегонського університету, Університету штату Орегон, Вашингтонського університету та Університету штату Вашингтон.
Чотири літака Q400 також несуть на собі спеціальні дизайни ліврей:
- реєстраційний номер N425QX — дизайн, розроблений до 25-річчя утворення авіакомпанії Horizon Air і включає в себе яскраве забарвлення з серпантином і конфетті;
- реєстраційний номер N435QX — під стиль Вашингтонського університету[31];
- реєстраційний номер N437QZ — в кольоровій гамі Університету Бойсе, створеної в честь 25-річного ювілею університету[32];
- реєстраційний номер N439QX — оригінальна забарвлення літака з написом «Comfortably Greener», покликана підкреслити економію витрат у використанні літаків Q400 порівняно з іншими регіональними реактивними лайнерами[33].

### Плани авіакомпанії
Керівництво Horizon Air планує до 2012 року вивести з експлуатації реактивні літаки CRJ-700 (в тому числі і ті дев'ять одиниць, які повернуться з оренди в авіакомпанії Frontier JetExpress) і замінити їх турбогвинтовими лайнерами Q400. Літаки Q200 вже зняті з експлуатації та передані в регіональну авіакомпанію CommutAir.

## Послуги і сервіс

### Зали очікування Board Room
Авіаційний холдинг Alaska Air Group використовує власну торгову марку «Board Room» для позначення власних залів очікування в аеропортах. В даний час зали «Board Room» розташовані у шести аеропортах західного узбережжя: Анкориджі, Лос-Анджелесі, Портленді, Сан-Франциско, Сіетлі та Ванкувері. Пасажири — члени програми «Board Room» можуть використовувати сервіс програми «SKY CLUB» авіакомпанії Delta Air Lines в аеропортах по всій країні. Умови вступу в програму «Board Room» перебувають в досить широкому діапазоні вибору: від одноденного сервісу, разова ціна за яким становить 30 доларів США, до 850 доларів за безперервне членство в програмі протягом трьох років. Пасажири, що мають статус «MVP» (див. нижче) отримують 50% знижку на тарифи вступу в програму «Board Room», а пасажири зі статусом «MVP Gold» зовсім звільняються від вступних внесків в даній програмі. Тим не менш, обидві категорії привілейованих пасажирів не звільняються від щорічних членських внесків.

### Програма Mileage Plan

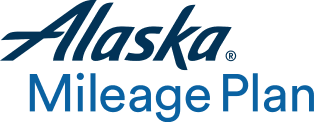
Логотип бонусної програми авіакомпанії Alaska AirlinesMileage Plan

Холдинг Alaska Air Group має власну бонусну програму заохочення часто літаючих пасажирів «Mileage Plan», що поширюється на авіакомпанії Alaska Airlines і Horizon Air холдингу, а також на пасажирів авіакомпаній-членів глобальних авіаційних альянсів Oneworld (American Airlines, British Airways, Cathay Pacific, LAN Airlines, Qantas), SkyTeam (Air France, Delta Air Lines, Northwest Airlines), а також на пасажирів компаній Air Pacific, Era Aviation, Frontier Alaska, Mokulele Airlines і PenAir. Отримання статусу «MVP» і «MVP Gold» автоматично дають право на використання вищих привілеїв програми «Mileage Plan».
Бонусна програма не передбачає членських внесків, вступ до неї відбувається автоматично при досягненні пасажиром певного нальоту протягом 24-х останніх місяців. Більш того, якщо протягом дев'яти місяців після набрання пасажира в «Mileage Plan» їм не накопичується необхідних миль польотів або протягом 24-х місячного періоду не відбувається польотів взагалі, членство в бонусній програмі автоматично анулюється.

### MVP і MVP Gold
Програми «MVP» і «MVP Gold» є бонусними програмами заохочення часто літаючих пасажирів вищого рівня і засновані на розрахунках польотів пасажирів протягом останнього календарного року. У числі стандартних привілеїв пасажири — члени програм «MVP» і «MVP Gold» не сплачують вступні внески в «Board Room», мають повні привілеї бонусної програми «Mileage Plan», що нараховуються додаткові милі, безкоштовні польоти, пріоритети на реєстрацію квитків і посадці в літак і можливість поліпшення класу перельоту.

#### MVP
Пасажир досягає статусу «MVP» у разі накопичення ним 20 тисяч миль на рейсах Horizon Air і Alaska Airlines, або 25 тисяч миль на рейсах Horizon Air, Alaska Airlines, American Airlines, Delta Air Lines, KLM, Air France, LAN Airlines і Northwest Airlines, або іншими комбінаціями польотів на рейсах авіакомпаній, з якими у холдингу Alaska Air Group укладені партнерські код-шерінгові угоди. Пасажири-власники статусу «MVP» за 48 годин до вильоту мають право поліпшити клас комфортності польоту з економічного до першого класу за рахунок накопичених миль в бонусних програмах.

#### MVP Gold
Золотий статус «MVP Gold» присвоюється пасажирам при накопиченні 40 тисяч миль на рейсах Horizon Air і Alaska Airlines, або 50 тисяч миль на рейсах Horizon Air, Alaska Airlines, American Airlines, Delta Air Lines, KLM, Air France, LAN Airlines, Northwest Airlines, або 60 польотів в одному напрямку, або іншими варіантами в комбінації з бонусною програмою «Mileage Plan». Членство в «MVP Gold» дає право на 100%-ний бонус у додаткових милях, пріоритет на реєстрації в Перший клас, пріоритетне право на посадку у літаки Horizon Air і Alaska Airlines. Пасажири, що мають статус «MPV Gold», можуть підвищити клас обслуговування свого квитка з Y, S, B, M, H до рівня Першого класу в будь-який час, до більш низьких рівнів — за 72 години до вильоту свого рейсу. Протягом 12 місяців власникам «MVP Gold» надається 4 безкоштовних можливості підвищити клас обслуговування і для своїх знайомих, які не є членами даної програми. Бонус на 50 тисяч миль надається власникам статусу «MVP Gold», які накопичили 75 тисяч миль на рейсах вищеперелічених авіакомпаній, або пасажирам, яка вчинила даними компаніями сто польотів в один пункт призначення.

### Харчування та сервіс на борту
Починаючи з 1991 року на рейсах авіакомпанії подається кави Starbucks, який спочатку вариться наземною службою бортхарчування в терміналах аеропортів, потім наливають у спеціальні контейнери (термоси) і завантажується в літаки. Крім кави пасажирам пропонуються безкоштовні пиво, вино і лимонад виробництва компанії Jones Soda, підсолоджений концентратом цукрового очерету замість оригінального кукурудзяного сиропу, що відрізняється високим вмістом фруктози.
На відміну від свого партнера, авіакомпанії Alaska Airlines, Horizon Air не планує вводити на своїх рейсах послуги бездротового доступу в мережу Інтернет.

## Авіаподії і нещасні випадки
- 2 травня 1986 року, літак Fairchild Metroliner, що прямував регулярним рейсом з Юджина (Орегон) у Портленд був захоплений терористом. Лайнер здійснив посадку в Хіллсборо для дозаправки, під час виконання якої пілот викликав співробітників ФБР[47].
- 15 квітня 1988 року, рейс 2658 Сіетл-Спокан, літак de Havilland Dash 8-100 (реєстраційний номер N819PH). Після зльоту з Міжнародного аеропорту Сіетл/Такома внаслідок виробничого дефекту сталося загоряння другого двигуна (права сторона) літака. При спробі здійснити аварійну посадку в аеропорту Сіетла лайнер зробив грубу посадку на руліжні доріжки B7 і B9 і був майже повністю зруйнований. Незважаючи на вкрай важкі пошкодження літака з 37 пасажирів і трьох членів екіпажу ніхто не загинув, четверо людей отримали серйозні травми[48][49].
- 23 травня 1990 року. У кабіні літака Fairchild Metroliner III, що здійснював регулярний рейс з Портленда в Сіетл, вилетів пасажирський ілюмінатор. Інцидент стався на висоті 4300 метрів над містом Олімпія, штат Вашингтон. Літак здійснив посадку в аеропорту Сіетла, одного пасажира (який частково був витягнутий декомпресією в ілюмінатор) довелося доставити в місцеву лікарню з незначними травмами[50][51].